# Doctor Atomic
Airs
- Am I in Your Light — Acte I
- Batter My Heart — Acte I

Doctor Atomic est un opéra du compositeur américain John Adams sur un livret de Peter Sellars, créé le 1er octobre 2005 au San Francisco Opera sous la direction de Donald Runnicles dans une mise en scène de Peter Sellars et avec une chorégraphie de Lucinda Childs.

## Description
Doctor Atomic, cinquième ouvrage lyrique de John Adams, a pour sujet, comme pour les opéras précédents du compositeurs, un événement historique. L'argument, en deux actes et de deux heures et demi, de l'opéra Doctor Atomic est basé sur l'histoire du Projet Manhattan, se focalisant sur le moment de l'essai nucléaire secret Trinity et en particulier de son acteur scientifique principal que fut Robert Oppenheimer. Le livret écrit par Peter Sellars est basé sur des textes de Charles Baudelaire, John Donne, et Muriel Rukeyser, ainsi que sur un poème indien traditionnel intitulé Bhagavad Gita, ainsi que des documents d'archive. La partition inclut une partie électronique qui mêle des bruitages et des couches de synthèse sonore.

### Historique
L'opéra est créé au San Francisco Opera le 1er octobre 2005 sous la direction de Donald Runnicles et mis en scène par Peter Sellars, qui n'obtient alors que peu de succès.
Deux ans après la création de l'ouvrage, John Adams a tiré de son opéra la matière musicale d'une symphonie en un seul mouvement intitulée Doctor Atomic Symphony, et créée en 2007 sous la direction du compositeur. L'opéra est monté en juin de la même année à l'opéra d'Amsterdam dans le cadre du Holland Festival mis en scène par Peter Sellars et dirigé par Lawrence Renes (de) puis produit de nouveau au Metropolitan Opera de New York en octobre 2008 dirigé par Alan Gilbert et dans une mise en scène de Penny Woolcock, retransmise dans les cinémas via le dispositif Le Metropolitan Opera : en direct et en HD. L'opéra est créé en France en 2014 à La Filature de Mulhouse sous la direction de Patrick Davin et mis en scène par Lucinda Childs.

### Distribution à la création
La première de l'opéra en 2005 sous la direction de Donald Runnicles comprend cette distribution :
- Robert Oppenheimer : Gerald Finley (baryton)
- Kitty Oppenheimer : Kristine Jepson (mezzo-soprano ou soprano)
- Général Leslie Groves : Eric Owens (basse)
- Edward Teller : Richard Paul Fink (baryton)
- Robert R. Wilson : Thomas Glenn (ténor)
- Jack Hubbard : James Maddalena (baryton)
- Captaine James Nolan : Jay Hunter Morris (ténor)
- Pasqualita : Beth Clayton (mezzo-soprano ou contralto)

### Instrumentation
L'instrumentation de Doctor Atomic rassemble ces instruments :
- Bois : 3 flûtes (2 flûtes piccolos), 3 hautbois (1 cor anglais), 3 clarinettes (1 clarinette en mi , 1 clarinette basse, 1 clarinette contrebasse), 3 bassons (1 contrebasson) ;
- cuivres : 4 cors, 1 trompette piccolo, 3 trombones, 1 tuba ;
- autres : 1 harpe, 1 célesta, 1 timbales, 4 percussionnistes ;
- cordes.

## Un opéra «faustien»?
Le caractère faustien de l'œuvre est assez discuté. Emmanuel Reibel qui lui consacre une notice importante dans son Faust, la musique au défi du mythe le qualifie ainsi de « Faust malgré lui ».
Initialement, il devait s'agir, sans ambiguïté, d'un Faust américain. John Adams répond en effet à une commande assez précise de l'Opéra de San Francisco, qui programmait toute une série d'opéras « faustiens » depuis 2002. Les commanditaires vont même jusqu'à formaliser leurs desiderata dans une question assez concrète : « Qu'est-ce que le mythe de Faust a en rapport avec la culture américaine actuelle ? ». Adams s'est finalement émancipé de ce cadre thématique assez déterminé. Comme le souligne Reibel « Il est bien question d'un savant, mais tout donne l'impression que John Adams évacue le sujet imposé ». Le compositeur lui-même se refuse d'ailleurs à cette grille de lecture, trop réductrice selon lui : « Je n'ai pas voulu que ce Doctor Atomic soit présenté comme un Faust américain ».
Emmanuel Reibel remarque pourtant certaines analogies troublantes avec le mythe de Faust. Le personnage de Kitty rappelle ainsi, dans une certaine mesure, la figure de l'« éternel féminin » dans le Faust de Goethe. En outre, il n'est sans doute pas anodin que l'œuvre soit créée alors même que, sous l'administration Bush, l'Amérique paraît céder à une tentation toute faustienne de domination mondiale.

## Discographie
- Doctor Atomic, DVD Opus Arte, capté à l'Opéra d'Amsterdam, 2007[5].
- Doctor, DVD Sony Music Entertainment (88697 80665 9), capté au Metropolitan Opera, dirigé par Alan Gilbert, 2011[3].
- Version symphonique par l'orchestre symphonique de Saint Louis dirigé par David Robertson, Nonesuch Records, 2009.
- Doctor Atomic, CD Nonesuch (7559-79310-7), Warner Records, dirigé par John Adams, Orchestre symphonique de la BBC, BBC Singers, 2017[1].